# Notogramma azapae
Notogramma azapae är en tvåvingeart som beskrevs av Steyskal 1991. Notogramma azapae ingår i släktet Notogramma och familjen fläckflugor. Inga underarter finns listade i Catalogue of Life.